# Sa giông chân màng
Sa giông chân màng (tên khoa học Lissotriton helveticus) là một loài sa giông tìm thấy ở hầu hết các nước Tây Âu, bao gồm cả Anh. Nó được bảo vệ bởi pháp luật trong tất cả các quốc gia mà nó xuất hiện, và được cho là cực kỳ hiếm tới nguy cấp tại Hà Lan, Bỉ và Luxembourg, và dễ bị tổn thương bởi Tây Ban Nha và Ba Lan, nhưng phổ biến ở những nơi khác.